# Bernhard Harms
Christian Bernhard Cornelius Harms (30. marts 1876 i Detern, Hannover—21. september 1939 i Berlin) var en tysk socialøkonom.
Harms studerede i Leipzig og Tübingen, derefter i Paris og Bordeaux og blev doktor i Tübingen 1903. I 1906 blev han ekstraordinær professor i Jena, fra maj 1908 i Tübingen og fra oktober 1908 professor i nationaløkonomi og statsvidenskab i Kiel, samtidig docent ved Marineakademiet. Som grundlægger af og direktør for Institut für Weltwirtschaft mit Seeverkehr i Kiel blev Harms ret naturligt en af regeringens økonomiske rådgivere, en virksomhed, som ikke alene i krigsårene, men også efter krigen har lagt stærkt beslag på hans tid. Han stod dog som udgiver af '"Probleme der Weltwirtschaft", "Kieler Vorträge" og "Weltwirtschafts Archiv" i intim kontakt med den økonomiske granskning.
Harms har navnlig viet sociale spørgsmål og socialpolitik sine studier og en flittig pen. Af hans skrifter er følgende at nævne: Die holländischen Arbeitskammern, ihre Entstehung, Organisation und Wirksamkeit (1903), Deutsche Arbeitskammern (1904), Der Maximalarbeitstag (1906), Die Baseler Stadthaushalt im ausgehenden Mittelalter (1360—1535), bind I (1908), Ferdinand Lassalle und die Anfänge der Sozialdemokratie in Deutschland (1909), Volkswirtschaft und Weltwirtschaft, Versuch der Begründung einer Weltwirtschaftslehre (1912).